# Blepharodes candelarius
Blepharodes candelarius är en bönsyrseart som beskrevs av Bolivar 1890. Blepharodes candelarius ingår i släktet Blepharodes och familjen Empusidae. Inga underarter finns listade i Catalogue of Life.